# Crissey (Saona i Loara)
Crissey – miejscowość i gmina we Francji, w regionie Burgundia-Franche-Comté, w departamencie Saona i Loara.
Według danych na rok 1990 gminę zamieszkiwały 1514 osoby, a gęstość zaludnienia wynosiła 138 osób/km² (wśród 2044 gmin Burgundii Crissey plasuje się na 145. miejscu pod względem liczby ludności, natomiast pod względem powierzchni na miejscu 865.).